# 紫冠亞馬遜鸚鵡
紫冠亞馬遜鸚鵡（Amazona finschi），又名淡紫冠亞馬遜鸚鵡或淡紫冠鸚哥，是墨西哥太平洋海岸特有的一種鸚鵡。牠們的羽毛綠色，前額栗色，冠紫藍色。

## 特徵

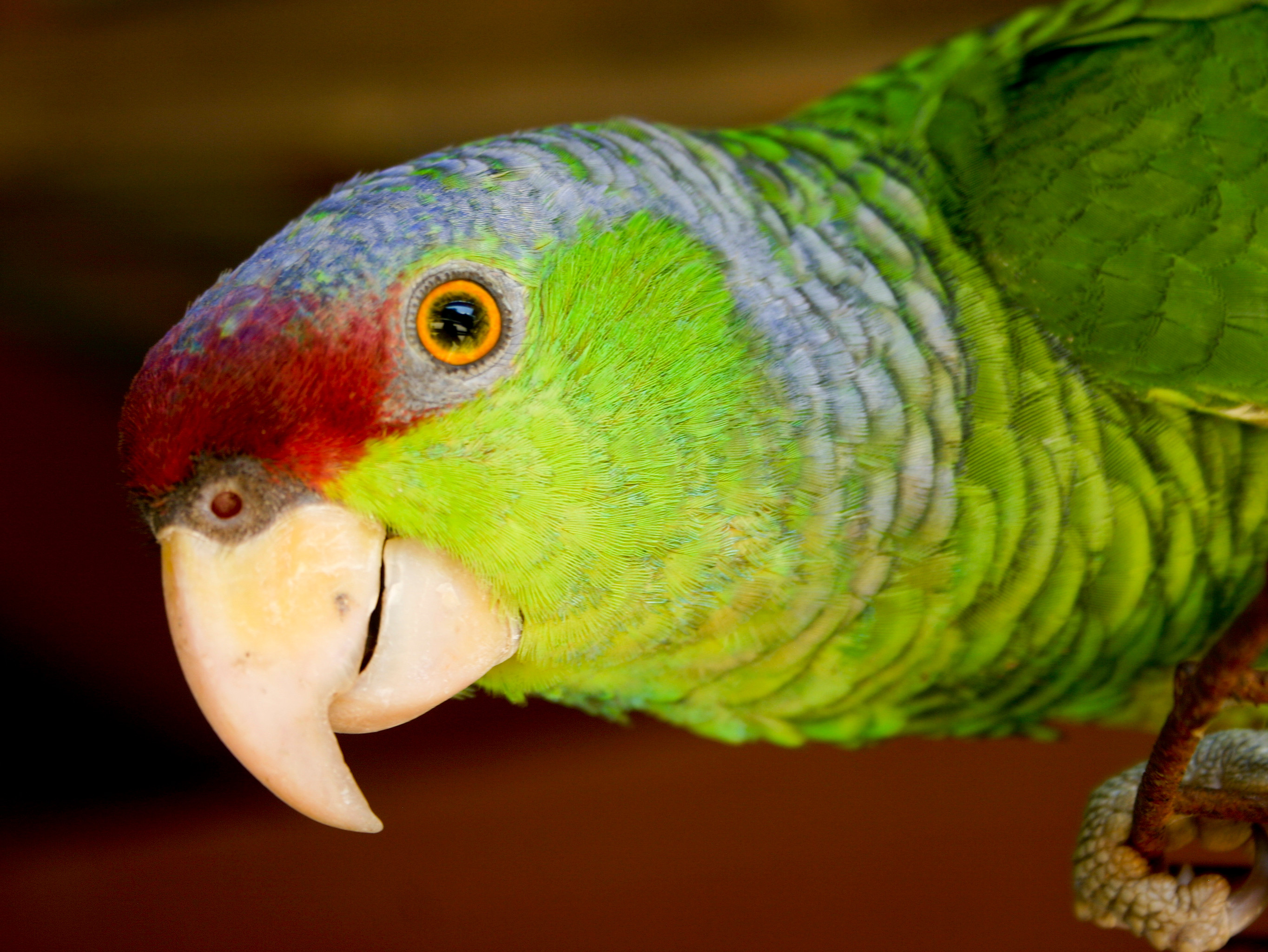
紫冠亞馬遜鸚鵡的頭部特寫。

紫冠亞馬遜鸚鵡是中等身型的鸚鵡，主要呈綠色。牠們的前額栗色，冠紫藍色，喙呈骨色。外觀有點像紅冠亞馬遜鸚哥，但牠們較為寂靜。

## 野生群落
在美國加利福尼亞州南部有一些紫冠亞馬遜鸚鵡的野生群落。牠們居住在住宅及市外地區，並聖蓋博山脈的針葉林。

## 飼養
飼養的紫冠亞馬遜鸚鵡很友善，能夠學習一些詞彙。牠們喜歡浸浴或沖身。飼養牠們需要一個中等或較大的鳥籠，因牠們喜歡攀爬。一些食物如洋蔥、牛油果、巧克力及高鹽的食物都對牠們有害。

## 外部連結
- BirdLife Species Factsheet （页面存档备份，存于）
- birds.about.com （页面存档备份，存于）